# ヒドロキシトロパコカイン
ヒドロキシトロパコカイン(hydroxytropacocaine)は、コカで見られるトロパンアルカロイドである。